# Terry Murray
Terry Rodney Murray, född 20 juli 1950, är en kanadensisk tränare och före detta ishockeyspelare som tränar ishockeylaget Lehigh Valley Phantoms i AHL.
Terry Murray är bror till den före detta NHL–tränaren och nuvarande general manager för Ottawa Senators Bryan Murray och är farbror till Tim Murray, som är general manager för Buffalo Sabres.
Murray draftades i sjunde rundan i 1970 års draft av California Golden Seals som 88:e spelare totalt. Han tillbringade åtta säsonger i den nordamerikanska ishockeyligan National Hockey League (NHL), där han spelade för ishockeyorganisationerna California Golden Seals, Philadelphia Flyers, Detroit Red Wings och Washington Capitals. Han producerade 80 poäng (4 mål och 76 assists) samt drog på sig 199 utvisningsminuter på 302 grundspelsmatcher. Han spelade även för Providence Reds, Baltimore Clippers, Boston Braves, Richmond Robins, Maine Mariners och Philadelphia Firebirds i AHL, Oklahoma City Blazers och Salt Lake Golden Eagles i CHL, Salt Lake Golden Eagles i WHL och Ottawa 67's i OHA.
Ett år efter att Terry Murray avslutade sin aktiva spelarkarriär blev han anställd som assisterande tränare åt sin bror Bryan Murray, som var tränare för NHL–organisationen Washington Capitals. Den 19 januari 1990 blev Terry Murray anställd som ny tränare för Capitals, han ersatte sin bror Bryan. Den 28 januari 1994 fick Terry Murray sparken av Capitals efter att deras general manager David Poile meddelade att spelarna hade tappat förtroendet för honom. Den 19 februari 1994 anställdes Murray av Florida Panthers för att vara tränare åt deras primära samarbetspartners Cincinnati Cyclones i IHL. Där blev det bara några månader på posten. Den 24 juni 1994 presenterade Philadelphia Flyers general manager Bobby Clarke Murray som ny tränare för organisationen. Hans bästa resultat som tränare kom för säsong 1996–1997, när han tog Flyers till Stanley Cup–final. Där blev det dock en kort historia, när Detroit Red Wings körde över Flyers och vann matchserien med 4–0. Han fick sparken den 14 juni 1997. General managern Bobby Clarke motiverade avskedandet med att Murray och spelarna inte kom överens med varandra och hela situationen blev till slut olidlig och därför fick Terry Murray gå. Återigen kom hans bror Bryan Murray som var general manager i Florida Panthers och erbjöd Terry Murray att ersätta den sparkade tränaren Doug MacLean hos Panthers. Det blev officiellt den 21 juni 1998. Den 28 december 2000 beslutade Panthers dåvarande ägare Wayne Huizenga att sparka båda bröderna Murray. Flyers kom med ett nytt jobberbjudande, att bli talangscout för NHL–organisationen, vilket Terry Murray tackade ja till. Den 28 januari 2003 blev han befordrad av Flyers för att vara assisterande tränare för laget. Det varade fram till 17 juli 2008 när han blev utsedd som ny tränare för Los Angeles Kings. Den 23 juni 2010 valde Kings att förlänga kontraktet med Murray i ytterligare två säsonger. Den 12 december 2011 fick Terry Murray sparken av Kings och ersattes av Darryl Sutter. Senare under samma säsong kunde Murray se på när Sutter tog Kings till Stanley Cup–final och vann matchserien mot New Jersey Devils med 4–2 i matcher. Kings försökte få NHL att gå med på att låta Terry Murrays namn bli ingraverat på Stanley Cup–bucklan, en begäran som avslogs på grund av att Kings redan hade nått maxgränsen på 52 namn. Kings fick dock igenom kravet att Murray skulle ha en Stanley Cup–ring. Den 29 juni 2012 meddelade Flyers general managern Paul Holmgren att Murray skulle bli ny tränare för deras primära samarbetspartner Adirondack Phantoms i AHL.

## Statistik
| 1967–1968  | Ottawa 67's             | OHA        | 52  | 0  | 4   | 4   | 59  | —  | — | —  | —  | —  |
| 1968–1969  | Ottawa 67's             | OHA        | 50  | 1  | 16  | 17  | 39  | 7  | 0 | 1  | 1  | 4  |
| 1969–1970  | Ottawa 67's             | OHA        | 50  | 4  | 24  | 28  | 43  | 5  | 0 | 0  | 0  | 2  |
| 1970–1971  | Providence Reds         | AHL        | 57  | 1  | 22  | 23  | 47  | 10 | 0 | 1  | 1  | 5  |
| 1971–1972  | Baltimore Clippers      | AHL        | 30  | 0  | 5   | 5   | 13  | —  | — | —  | —  | —  |
|            | Boston Braves           | AHL        | 9   | 0  | 0   | 0   | 0   | —  | — | —  | —  | —  |
|            | Oklahoma City Blazers   | CHL        | 17  | 1  | 1   | 2   | 19  | 6  | 0 | 0  | 0  | 2  |
| 1972–1973  | California Golden Seals | NHL        | 23  | 0  | 3   | 3   | 4   | —  | — | —  | —  | —  |
|            | Salt Lake Golden Eagles | WHL        | 39  | 3  | 8   | 11  | 30  | 9  | 0 | 6  | 6  | 14 |
| 1973–1974  | California Golden Seals | NHL        | 58  | 0  | 12  | 12  | 48  | —  | — | —  | —  | —  |
| 1974–1975  | California Golden Seals | NHL        | 9   | 0  | 2   | 2   | 8   | —  | — | —  | —  | —  |
|            | Salt Lake Golden Eagles | CHL        | 62  | 5  | 30  | 35  | 122 | 11 | 2 | 2  | 4  | 30 |
| 1975–1976  | Philadelphia Flyers     | NHL        | 3   | 0  | 0   | 0   | 2   | 6  | 0 | 1  | 1  | 0  |
|            | Richmond Robins         | AHL        | 67  | 8  | 48  | 56  | 95  | 6  | 1 | 4  | 5  | 2  |
| 1976–1977  | Philadelphia Flyers     | NHL        | 36  | 0  | 13  | 13  | 21  | —  | — | —  | —  | —  |
|            | Detroit Red Wings       | NHL        | 23  | 0  | 7   | 7   | 10  | —  | — | —  | —  | —  |
| 1977–1978  | Philadelphia Firebirds  | AHL        | 7   | 2  | 1   | 3   | 13  | —  | — | —  | —  | —  |
|            | Maine Mariners          | AHL        | 68  | 9  | 40  | 49  | 53  | 12 | 1 | 7  | 8  | 28 |
| 1978–1979  | Philadelphia Flyers     | NHL        | 5   | 0  | 0   | 0   | 0   | —  | — | —  | —  | —  |
|            | Maine Mariners          | AHL        | 55  | 14 | 23  | 37  | 14  | 10 | 1 | 5  | 6  | 6  |
| 1979–1980  | Maine Mariners          | AHL        | 68  | 3  | 19  | 22  | 26  | 12 | 2 | 2  | 4  | 10 |
| 1980–1981  | Philadelphia Flyers     | NHL        | 71  | 1  | 17  | 18  | 53  | 12 | 2 | 1  | 3  | 10 |
|            | Maine Mariners          | AHL        | 2   | 0  | 1   | 1   | 0   | 10 | 1 | 5  | 6  | 6  |
| 1981–1982  | Washington Capitals     | NHL        | 74  | 3  | 22  | 25  | 60  | —  | — | —  | —  | —  |
| NHL totalt | NHL totalt              | NHL totalt | 302 | 4  | 76  | 80  | 199 | 18 | 2 | 2  | 4  | 10 |
| AHL totalt | AHL totalt              | AHL totalt | 363 | 37 | 159 | 196 | 261 | 50 | 5 | 19 | 24 | 51 |
| CHL totalt | CHL totalt              | CHL totalt | 79  | 6  | 31  | 37  | 141 | 17 | 2 | 2  | 4  | 32 |
| WHL totalt | WHL totalt              | WHL totalt | 39  | 3  | 8   | 11  | 30  | 9  | 0 | 6  | 6  | 14 |
| OHA totalt | OHA totalt              | OHA totalt | 152 | 5  | 44  | 49  | 141 | 12 | 0 | 1  | 1  | 6  |

## Tränarstatistik
| Lag    | År        | Grundserie | Grundserie | Grundserie | Grundserie | Grundserie      | Grundserie | Grundserie      | Slutspel                    |
| Lag    | År        | Matcher    | Vinster    | Förluster  | Oavgjorda  | Övertidsvinster | Poäng      | Placering       | Resultat                    |
| ------ | --------- | ---------- | ---------- | ---------- | ---------- | --------------- | ---------- | --------------- | --------------------------- |
| WAS    | 1989–1990 | 34         | 18         | 14         | 2          | —               | (78)       | 3:e i Patrick   | Förlorade konferensfinalen. |
| WAS    | 1990–1991 | 80         | 37         | 36         | 7          | —               | 81         | 3:e i Patrick   | Förlorade i andra rundan.   |
| WAS    | 1991–1992 | 80         | 45         | 27         | 8          | —               | 98         | 2:a i Patrick   | Förlorade i första rundan.  |
| WAS    | 1992–1993 | 84         | 43         | 34         | 7          | —               | 93         | 2:a i Patrick   | Förlorade i första rundan.  |
| WAS    | 1993–1994 | 47         | 20         | 23         | 4          | —               | (88)       | 3:e i Atlantic  | (Sparkad.)                  |
| PHI    | 1994–1995 | 48         | 28         | 16         | 4          | —               | 60         | 1:a i Atlantic  | Förlorade konferensfinalen. |
| PHI    | 1995–1996 | 82         | 45         | 24         | 13         | —               | 103        | 1:a i Atlantic  | Förlorade i andra rundan.   |
| PHI    | 1996–1997 | 82         | 45         | 24         | 13         | —               | 103        | 2:a i Atlantic  | Förlorade finalen.          |
| FLA    | 1998–1999 | 82         | 30         | 34         | 18         | —               | 78         | 2:a i Southeast | Missade slutspel.           |
| FLA    | 1999–2000 | 82         | 43         | 27         | 6          | 6               | 98         | 2:a i Southeast | Förlorade i första rundan.  |
| FLA    | 2000–2001 | 36         | 6          | 18         | 7          | 5               | (66)       | 3:e i Southeast | (Sparkad.)                  |
| LA     | 2008–2009 | 82         | 34         | 37         | —          | 11              | 79         | 5:e i Pacific   | Missade slutspel.           |
| LA     | 2009–2010 | 82         | 46         | 27         | —          | 9               | 101        | 3:e i Pacific   | Förlorade i första rundan.  |
| LA     | 2010–2011 | 82         | 46         | 30         | —          | 6               | 98         | 4:e i Pacific   | Förlorade i första rundan.  |
| LA     | 2011–2012 | 29         | 13         | 12         | —          | 4               | (95)       | 4:e i Pacific   | (Sparkad.)                  |
| Totalt | Totalt    | 1012       | 499        | 383        | 89         | 41              |            |                 |                             |